# 아시카가 다다후유
아시카가 다다후유(일본어: 足利直冬, 1327년경 ~ 1387년 8월 16일경 또는 1400년 4월 5일)는 일본 남북조 시대(南北朝時代)의 무장이다.
무로마치 막부(室町幕府)의 초대 쇼군(将軍) ・ 아시카가 타카우지(足利尊氏)의 서출 소생으로 타카우지에게 친아들로써 인정받지는 못했으며, 다카우지의 친동생(즉 숙부)인 다다요시(直義)의 양자가 되었다. 간노의 소란(観応の擾乱)을 계기로 친아버지 타카우지와는 철저하게 대립하며 항쟁하는 노선을 걸으며 남북조 항쟁을 격화시킨 주역 가운데 한 사람이었으나, 다카우지 사후에는 세력이 쇠퇴했다.

## 생애

### 어린 시절
다다후유가 태어난 해는 가랴쿠(嘉暦) 2년(1327년)이라는 아시카가 쇼군가 계도(足利将軍家系図)의 설이 가장 유력하게 꼽히고 있다(후술). 다다후유의 어머니라는 에치젠노 쓰보네(越前局)라는 인물에 관해 《태평기》(太平記)는 "예전에 쇼군이 밤에 몰래 숨어 다니며 만났던 에치젠노 쓰보네라 하는 뇨보(女房)의 배에서 난 자라"(古ヘ将軍ノ忍テ一夜通ヒ給タリシ越前ノ局ト申ス女房ノ腹ニ出来タリシ人トテ)라고만 언급하고 있다. 다시 말해 젊은 시절의 타카우지가 에치젠노 쓰보네라는 신원을 알 수 없는 여성의 처소에 몰래 드나들면서 얻은 아들이라는 것이다. 다다후유의 어린 시절 이름은 이마쿠마노(新熊野)였다(《손피빈먀쿠》).
어린 시절 다다후유는 친아버지인 타카우지에게 아들로 인정받지 못하고 사가미(相模) 가마쿠라(鎌倉)의 도쇼지(東勝寺, 가나가와현 가마쿠라 시 소재)에 의탁하였다고 한다. 도쇼지는 과거 가마쿠라 막부의 싯켄 호조 도쿠소의 보리사로 가마쿠라 막부가 멸망한 1333년 마지막 도쿠소(得宗) 당주 다카토키(高時)를 비롯한 호조 일족이 자결한 곳이기도 했다. 도쇼지 시절 다다후유의 생활 모습에 대해서는 분명하게 알 수 없지만 후대의 행장(行状) 등 기록에서 승려로써 수행에 전념하였다고는 생각되지 않고 꽤 문제아였을 것으로 추정하고 있다.
《태평기》에 따르면 고코쿠(興国) 6년/조와(貞和) 원년(1345년) 무렵에 환속해 도쇼지의 승려 엔린(円林)을 데리고 교토로 상경하였다. 이때 사람을 통해 몰래 타카우지에게 부자로써의 대면을 요구하였지만, 타카우지는 허락하지 않았다. 때문에 당시 조정이나 무가 사이를 드나들면서 학문 강의를 하던 호인(法印) 도쿠세이겐 겐에(独清軒玄慧)의 거처에서 배우면서 교토에서 근근히 살아가고 있었다.
다다후유를 눈여겨본 겐에 호인은 타카우지의 동생 다다요시에게 이 문제를 상담하였다. 다다요시는 그의 소개로 다다후유와 면담할 수 있었지만 타카우지로부터는 부자로써의 대면이 허락되지 않았다. 당시 다다요시는 아들이 없었기 때문에 다다후유를 양자로 삼았고, 시기가 확실하지 않은 어느 시기에 다다요시에게 이름 한 글자를 받아서 처음으로 다다후유(直冬)라는 이름을 쓰게 되었다고 한다.
나카하라노 모로모리(中原師守, 1312?~1370?)의 일기 《모로모리키》(師守記)에는 고에이(康永) 3년(고코쿠 5년/1344년) 6월 17일조에는 "오늘 사효에노카미(左兵衛督) 다다요시 아손(直義朝臣)의 아들은 실은 쇼군의 아들이라 하며, 이제 막 학문을 배우기 시작하였다"(今日左兵衛督直義朝臣子息、実将軍子息也、学問始)라고 적은 기술이 있어 이 해에는 이미 다다후유가 다다요시의 양자가 되어 있었음을 알 수 있다. 그러나 이제 막 학문을 배우기 시작하였다(学問始)는 구절 등은 유년기에 행하는 것이고 당시에 이미 18세였던 다다후유를 가리킨다고 하기에는 어색하다는 지적이 있으며, 다나베 히사코(田辺久子)는 다다후유의 이복 동생 모토우지(基氏)의 일로 추측하고 있다(모토우지 역시 다다요시의 양자가 되어 있었고, 다다후유가 상경한 것은 《모로모리기》의 해당 기록이 적히고 그 이듬해의 일이라는 점도 있다).
그러나 그 뒤에도 몇 년 동안은 타카우지와의 대면을 허락받지 못했고 그의 친아들로 인정받지도 못했다. 또한 《태평기》 권32에 따르면 다다후유는 '계모의 모함' 때문에 몇 년씩이나 여러 곳을 떠돌지 않으면 안 되었다는 기술이 있는데, 이는 타카우지의 정실인 아카하시 토코(赤橋登子)의 참언에 의해 다다후유를 비롯한 타카우지의 서자들이 배제되고 있었음을 가리킨다.
다다후유가 확실하게 역사에 처음 등장하는 것은 조와 4년/쇼헤이(正平) 3년(1348년) 4월 16일 그의 숙부이자 양아버지 아시카가 다다요시의 서장에서로, 적어도 이 시점 이전에는 다다요시의 양자가 되어 있었던 것으로 추정된다.

### 첫 출진
쇼헤이 3년/조와 4년(1348년)에 기이(紀伊) 등 각지에서 남조 세력이 강대해지고 타카우지가 방치할 수 없는 상황에까지 이르렀다. 다다요시는 이를 토벌하기 위해 다다후유를 기용할 것을 진언했고, 타카우지는 내켜하지 않으면서도 그의 진언을 받아들였다고 한다. 토벌군의 대장으로 다다후유를 임명했다는 것은 타카우지가 다다후유를 아들로써 인정했다는 의미였다. 다다요시는 고곤 상황(光厳上皇)의 인젠(院宣)을 받들고 다다후유는 종4위하 사효에노스케(左兵衛佐)로 서임되어 토벌군의 대장으로써 첫 전투에 나섰다.
다다후유는 5월 28일에 출정해 그 날 도지(東寺)에서 묵고, 6월 18일에 기이로 출발하였다. 석 달 동안 다다후유는 남조측 군세와 공방전을 거듭하면서 각지에서 전투를 벌였고 9월 28일에 목적을 이루고 철수한다. 
남조의 군세를 격파하고 큰 전공을 세운 다다후유였지만 타카우지는 다다후유가 세운 전공을 내심 불편하게 생각했고, 타카우지의 적자 요시아키라(義詮)、정실 아카바시 토코나 고노 모로나오(高師直)、닛키 요시나가(仁木義長)、호소카와 아키우지(細川顕氏) 등 막부 요인들도 싸늘한 태도를 보였다고 《태평기》에는 실려 있다. 다만 한편으로 양아버지인 다다요시나 일부 무장들로부터는 그 능력에 대해 높은 평가를 받았다. 그리고 이때의 일은 다다후유가 아버지 타카우지나 이복형제인 요시아키라에게 증오를 품는 한 요인이 된다.
한편 다다후유의 개선을 싸늘하게 바라보는 아시카가 타카우지나 막부 중신들을 본 다다요시는 조카이자 양아들인 다다후유를 되도록 교토에서 내보내는 편이 더 낫겠다고 생각했다(《태평기》).

### 나가토 단다이 취임과 간노의 소란
쇼헤이 4년/조와 5년(1349년) 4월 7일에 다다후유는 히고 죠도지(備後浄土寺)의 장로에게 사이고쿠(西国)로 내려갈 뜻을 전하고 그에게 기도를 해 줄 것을 부탁하고 있으며, 그 이전에 다다요시의 제안으로 다다후유는 나가토 단다이(長門探題)로 임명되었고, 4월 11일에 교토를 떠났다고 한다. 
일본 학계에서는 다다후유의 나가토 단다이 임명 및 파견을 두고 고노 모로나오에 맞서고자 했던 다다요시의 책략이라는 설과 훗날 간토 지방에 설치되는 가마쿠라후(鎌倉府)의 ‘사이고쿠 버전’을 구상하고 있어서였다는 설이 있는데, 나가토 단다이는 과거 가마쿠라 막부가 빈고(備後)・빗추(備中)・아키(安芸)・스오(周防)・나가토・이즈모(出雲)・이나바(因幡) 등 사이고쿠를 맡아 몽골의 습래에 대비하기 위해 설치한 것이었고 가마쿠라 막부와는 달리 무로마치 막부는 나가토 단다이를 상설직으로 삼지 않았기에, 처음부터 타카우지가 다다후유를 멀리하려고 굳이 따로 둔 직책이었다는 지적도 있다. 그러나 나가토 단다이는 새로 설치된 직책인 데다 또 다다후유도 일단은 쇼군 타카우지의 아들이었기 때문에 니시나 모리무네(仁科盛宗) 등 많은 효조슈(評定衆)、부교(奉行)가 다다후유를 수행하였다.
이 무렵 무로마치 막부에서는 쇼군 타카우지와 함께 이원집정을 행하던 다다요시와 각지에서 군공을 세웠던 집사(執事) 고노 모로나오 사이에 대립이 발생하였고, 급기야 간노의 소란(観応の擾乱)이라고 불리는 내분으로까지 발전한다. 8월에 모로나오의 쿠데타로 다다요시가 실각하자 다다후유는 다다요시를 도우러 상경하고자 했으나 하리마(播磨)에서 아카마쓰 노리무라(赤松則村, 엔신円心)에게 저지당했다. 다다후유는 빈고국(備後国)의 도모노쓰(鞆津)에 머무르면서 주변의 무사들에게 은상을 베풀며 인심을 장악하고 세력 굳히기를 도모하였다. 
빈고가 나가토 단다이의 관할이기는 했지만 중추부인 나가토도 아닌 땅에 머무르는 것은 명백한 명령 위반이었고, 다다후유는 나가토뿐 아니라 주고쿠 지방에까지 군세를 재촉하는 등의 태도를 취하며 세력을 뻗쳤기 때문에 타카우지는 다다후유 토벌령을 내리게 된다. 
9월 13일에 다다후유는 도모노쓰에서 모로나오의 명령을 받은 스기하라 마타사부로(杉原又三郎) 등의 200여 기(騎)에게 습격당했고, 이소베 사콘노소죠(磯部左近将監)나 가와시리 유키토시(河尻幸俊) 등의 도움으로 바다를 건너 규슈로 달아났다. 그 달에 히고국(肥後国) 가와시리 진(河尻津, 지금의 일본 구마모토 현 구마모토 시)로 해서 규슈로 상륙해 들어온 다다후유는 아시카가 쇼군케의 권위를 이용해 현지의 고쿠진(国人) 세력이나 대토호 아소 씨(阿蘇氏)에게 그들이 지배하던 영지의 소유권을 인정하는 등으로 규슈에서 자신의 영향력을 넓혔다. 막부는 규슈로 간 다다후유에게 출가하여 교토로 올 것을 명하였으나 다다후유는 따르지 않았고, 다시금 다다후유에 대한 막부의 토벌 명령이 내려졌다. 
당시 규슈에는 남조로부터 정서장군(征西将軍)으로 임명된 왕자 가네요시 친왕(懐良親王)을 끼고 있는 남조측 무장 기쿠치씨(菊池氏)나 쇼군 아시카가 씨(무로마치 막부)의 규슈 단다이(九州探題)로 파견되어 하카타(博多)를 본거지로 삼고 있던 잇시키 노리우지(一色範氏, 도유道猷)、가마쿠라 시대 이래의 전통적인 규슈의 토호인 다자이후(大宰府)의 쇼니 요리히사(少弐頼尚) 등의 세력이 정립하고 있었는데, 다다후유는 다카우지로부터 다다후유의 토벌 명령을 받은 잇시키 씨 등과 싸우면서 가네요시 친왕의 정서부와 협력노선을 취해 다자이후 공략을 노렸다. 쇼니 요리히사는 처음에는 잇시키 씨와 협력해 다다후유와 싸웠으나, 다다후유의 세력이 광대해지자 잇시키 씨에 대한 대항심으로 쇼헤이 5년/간노(観応) 원년(1350년) 9월에 다다후유편으로 돌아선다(《태평기》 등 일설에 따르면 요리히사가 다다후유를 사위로 맞았다고도 한다). 쇼니 씨의 가세로 세력을 더욱 확대한 다다후유 등은 잇시키 씨를 하카타에서 구축했다. 또한 다다후유는 간노로 개원된 뒤에도 약 1년 4개월 동안 예전의 연호인 조와를 그대로 사용한다.
애초에 아시카가 다다후유로써는 자신의 세력이 거의 없다시피 한 규슈에서 재지 무사 세력을 독자적으로 확보할 필요성이 절실했고, 이러한 목적을 위해서 다다후유는 남조를 지지하면서도 자신의 양아버지(이자 숙부) 다다요시는 물론 자신과의 사이가 소원했던 친아버지 타카우지의 이름까지 빌려야 했다. 아시카가 다다후유가 규슈로 도망친 시점에서 다급히 군사력을 모으고자 재지 무사들에게 발급한 문서에서는 다다후유 자신이 규슈로 내려온 것이 어디까지나 '교토' 또는 '두 분 윗전'(兩殿, 아시카가 다카우지와 아시카가 다다요시)의 뜻임을 강조하고 있다. 한국 학계에서는 규슈에서 남조를 지지하면서도 동시에 북조에도 한쪽 다리를 걸치고 있는 상태였던 아시카가 다다후유의 등장과 간노의 소란이라는 무로마치 막부의 파벌 싸움이 규슈 현지에서 기존의 남조를 지지하던 정서부 지지파와 북조를 지지하는 (잇시키 등의) 규슈 단다이 지지파에 아시카가 다다후유 지지파까지 끼어든 삼파전 양상을 띠게 되면서 기존의 남조와 북조를 각각 지지하던 규슈 내의 두 파벌 모두에 내부 혼란을 일으켰고, 급기야는 일부 무사와 백성들이 군량미 보충 등의 목적으로 현지를 이탈해 외부로 시선을 돌리게 하는 원인을 제공한 결과가 14세기 한반도의 고려나 원-명 교체기 중국 남해안에 출몰하던 왜구로 나타났다는 주장이 제기되어 있다.
타카우지는 다다후유 일당의 세력이 규슈 전 지역으로 퍼져나가는 것을 보고 다다후유에 대한 토벌 명령을 내렸으나 이는 받아들여지지 않았고, 《원태력》(園太暦) 조와 5년(1349년) 12월 6일 기사에는 교토에서 다다후유가 규슈에서 세력을 확장하면서 자신의 양아버지를 내쫓은 원흉 고노 모로나오 등을 벌하고자 상경한다는 소문이 나돌았다고 한다. 타카우지는 다다후유와 쇼니 씨와의 동조를 받아、막부에서는 타카우지 자신이 규슈로 출병하기로 했다. 쇼군 타카우지는 주고쿠 지방의 유력 고쿠진들에게 동원 명령을 내리고, 이를 알게 된 다다후유도 타카우지의 규슈 진공을 저지하고자 맞불을 놓듯 주고쿠 지방에 동원명령을 내린다. 이때 다다후유는 시코쿠(四国)에도 동원령을 내렸고 현지 영주들의 영지에 대한 소유권 인정이나 은상(恩賞) 급여 등도 자신의 이름으로 행했다. 6월 21일 타카우지는 선봉으로써 고노 모로나오의 동생인 고노 모로야스(高師泰)를 보냈으나, 다다후유측의 모모이 요시사토(桃井義郷)가 이와미(石見)로 내려와 타카우지군의 진군을 방해하였다. 모로야스가 이끌던 타카우지 군세는 이와미의 산가쿠 성(三角城) 전투에서 패하고 이즈모로 달아났다. 게다가 그 와중에 다다요시 또한 교토를 탈출해 야마토(大和)로 가서 자신을 지지하는 세력들을 모아 남조에 귀순해 형 타카우지에 맞섰다.
이때 타카우지는 효고(兵庫)에서 비젠(備前)의 미와(三石)、후쿠오카(福岡)로 와서 머무르고 있었고, 다다요시가 남조에 귀순해 자신에 맞서는 군사를 일으키고 세력을 모으고 있다는 소식에 규슈로 가는 것을 중지하고 후쿠오카에서 곧바로 교토로 돌아가기로 했는데, 그 사이에 교토 유수를 맡고 있던 요시아키라가 다다요시에게 쫓겨났다. 타카우지는 모로나오나 요시아키라와 함께 교토 탈환을 노렸으나, 다다요시군과의 전투에서 패하고 단바(丹波) ・ 하리마로 물러나야만 했다. 쇼헤이 6년/간노 2년(1351년) 2월、타카우지는 다다요시와 화의를 맺었으나, 고노 모로나오・모로야스 형제는 다다요시측에게 살해당한다. 이로써 다다요시는 정계에 복귀했고 다다후유는 다다요시의 요구에 응해 타카우지로부터 3월에 규슈 단다이(九州探題)로 임명되었다. 이 임명으로 해서 일시적으로나마 다다후유의 입장이 완전히 앞서게 되었다. 이 일로 6월 10일부터 다다후유는 조와 대신 간노 연호를 사용한다.
그러나 타카우지와 다다요시 사이에 다시 불화가 생겨나고 같은 해에 타카우지가 남조와 일시 강화를 맺었으며(쇼헤이 일통正平一統) 이때 타카우지는 남조의 고무라카미 천황(後村上天皇)으로부터 다다요시 토벌령을 받아낸다. 다다후유에 대해서도 다시금 토벌령이 내려졌고, 잇시키 씨도 정서부와 협력해 세력을 회복했다. 쇼헤이 7년/분나(文和) 원년(1352년)、가마쿠라에서 다다요시는 타카우지에게 항복했고, 도쇼지에 유폐되어 2월 26일에 급서한다(타카우지에 의한 암살설도 존재하고 있다). 쇼헤이 일통은 파탄났고, 규슈에 있던 다다후유는 고립되었다.

### 다카우지와의 대립
다다후유는 이전부터 일관되게 이와미에 대한 음해 공작을 폈고, 규슈에서 다다후유가 실각한 뒤에도 이와미에서는 다다후유를 지지하는 무리들이 일정한 위세를 유지하고 있었다. 이런 사정 아래 다다후유는 주고쿠 지방으로 피신해 나가토 국의 도요타 성(豊田城)에 근거한다. 다다후유는 시기가 확실하지 않은 어느 때에 남조에 귀순, 옛 다다요시 세력과 반 다카우지 세력으로써 남조측과도 접근하던 시바 타카츠네(斯波高経), 모모이 다다쓰네(桃井直常), 야마나 토키우지(山名時氏), 오우치 히로요(大内弘世) 등의 후원을 받아 쇼헤이 9년/분나 3년(1354년) 5월에 이들 반 다카우지 세력의 군세를 이끌고 교토로 진격해 올라왔다.
이듬해 쇼헤이 10년/분나 4년(1355년)에 남조와 협력해 교토에서 다카우지를 내쫓아 남조측은 일시적으로 교토를 수복하였다. 그로부터 한 달 정도 지나서 야마나 씨의 군세와 함께 요시아키라・아카마쓰(赤松)・교고쿠(京極)의 군세와 고나이(神南)에서 격전을 벌였으나, 이 싸움에서 다다후유측의 주력인 야마나 세력이 사사키 도요, 아카마쓰 엔신이 지휘하는 요시아키라 군세에 무너지고 다다후유측은 철저히 격파되었다. 나아가 교토 도지(東寺)를 통해 중도(衆徒)들과 협조를 유지하던 산문(山門)에 주둔하며 타카우지와 교토에서 전투를 벌였지만 이번에도 요시아키라의 분전으로 서서히 궁지에 몰렸고, 최종적으로 쇼군 타카우지가 이끄는 군이 도지로 들이치면서 격파당한다. 타카우지측에 본진이 공격당하자 다다후유측은 3월 13일에 교토를 떠나 이와시미즈 하치만구(岩清水八幡宮)로 물러나야 했다.
이 사이의 다다후유의 행동에 대해서는 『겐무삼년이래기』(建武三年以来記)에는 도지 쪽에서 전투가 없었다는 기술이 있고, 《태평기》에는 도키(土岐) 군세의 기쿄 잇큐(桔梗一揆)의 공격을 받은 다다후유측의 무장 아카마쓰 우지노리(赤松氏範)가 포위되었을 때도 다다후유는 후방에서 지휘봉을 잡고 자신이 출진하지는 않았다는 일화가 실려 있어, 다다후유가 진두지휘한 적은 없었던 것으로 보인다.
《태평기》에는 또 이때 이와시미즈 하치만구에서 다다후유가 하치만 대보살에게 공물을 바치고 신탁을 빌었지만, 하치만 대보살의 신탁을 전하는 무녀는 "제 아비에게 활을 겨누어 치려 드는 패역한 자식의 공물은 받을 수 없다"는 신탁만을 전했고, 이에 다다후유를 따랐던 무장들은 실기하여 흩어져 버렸다는 이야기를 전하고 있다. 한편 타카우지는 도지로 진입한 뒤 참수된 수급들을 자신이 일일이 검사해서 다다후유가 끼어 있는지를 확인했을 정도로, 다다후유에 대한 경계심을 드러냈다고 한다.
이후 다다후유는 사이고쿠에서 이후 20년 이상을 칩거하다시피 했고, 쇼군 타카우지도 이러한 일련의 전투 와중에 입은 화살 맞은 상처가 원인이 되어 4년 뒤인 쇼헤이 13년/엔분 3년(1358년)에 사망하였다.

### 만년과 죽음
쇼헤이 13년/엔분(延文) 3년(1358년) 타카우지가 서거하고, 남조 세력도 막부의 거듭되는 공세 앞에 힘을 잃어갔으며 쇼헤이 18년/조지(貞治) 2년(1363년)에는 오우치 히로요、야마나 토키우지 등도 막부에 항복해 다다후유 세력은 와해되었다. 간노의 소란을 계기로 시작된 타카우지 ・ 다다요시-다다후유 양대 파벌에 의한 무로마치 막부의 내분극은 막을 내렸다. 쇼헤이 21년/조지 6년(1366년)의 서장을 끝으로 다다후유의 공식적인 활동은 역사 기록에서 사라진다.
일설에는 요시아키라의 사후 뒤를 이어 3대 쇼군이 된 조카 아시카가 요시미쓰(足利義満)와 화해하고 요시미쓰로부터 이와미 땅에 은거해 사는 것을 허락받았다고 알려졌다. 요시미쓰가 다다후유의 신병을 보호하고 있었다고도 여겨진다. 다다후유는 아버지 타카우지나 이복동생인 요시아키라보다 오래 살았고, 요시미쓰의 치세 중반기까지 생존해 있었던 것으로 보이지만 그 시기의 그에 대해 적은 문서는 존재하지 않고, 아시카가 다다후유가 어떠한 만년을 보내고 있었는지도 알 길이 없다.
다다후유가 사망한 해는 《군서유종》(群書類従)에 실린 《아시카가 계도》(足利系図)나 《남산순수록》(南山巡狩録)은 엔추 4년/지토쿠(至徳) 4년 7월 2일(1387년 8월 16일)로 되어 있고, 강목체 사서인 《사료종람》(史料綜覧)권7에는 "북조(北朝)의 궁내대보(宮内大輔) 종4위하 아시카가 다다후유가 졸하였다"(北朝宮内大輔従四位下足利直冬卒ス)라는 강(綱)을 이 설에 따라 기재하고 있다. 《국사실록》(国史実録)이나 《가마쿠라 대일기》(鎌倉大日記) 등에서는 겐추(元中) 5년/가케이(嘉慶) 2년 7월 3일(1388년 8월 5일)에 이와미에서 사망하였다고, 《계도찬요》(系図纂要)에 실린 「아시카가 쇼군가 계도(足利将軍家系図)」나 《역대진서요략》(歴代鎮西要略) 등에는 오에이(応永) 7년 3월 11일(1400년 4월 5일)에 이와미에서 서거하였다고 적고 있다.
다다후유의 사망을 언급한 기록에서 공통으로 언급되는 점은 다다후유가 사망했을 때 나이가 일흔네 살이었다는 것이다. 엔추 4년(1387년)이나 5년(1388년)의 경우는 다다후유가 태어났을 때 타카우지가 10세나 11세 때였다는 이야기가 되는 데다 다다후유의 막내아들로써 승려로 출가하는 호잔 켄친(宝山乾珍)이 오에이 원년(1394년)에 태어났으므로 이는 앞뒤가 전혀 맞지 않아 사실로 인정되지 않는다. 오에이 7년에 사망하였다고 하면 태어난 해는 가랴쿠 2년인데 요시아키라보다 연상이고 켄친도 다다후유의 나이 예순여덟에 낳은 늦둥이 아들이라고 보아 앞뒤가 맞기 때문에, 이 몰년이 가장 유력하게 받아들여지고 있다.

## 가족
다다후유는 다섯 아들을 두었다고 하며, 그 가운데 적자는 후유우지(冬氏)로 알려졌다. 후유우지 이외의 아들은 출가해 승려가 되었다고 하며, 막내인 호잔 켄친(宝山乾珍)은 젯카이 츄신(絶海中津)의 제자로 교토 상국사(相國寺) 녹원원의 탑주가 되었지만 가키쓰(嘉吉) 원년(1441년)에 발발한 가키쓰의 난 이후 사망한다. 승적에 들어간 아들 중 한 사람은 다다후유가 발원해 지었다고 전하는 승강사의 주지였으며, 저명한 인물로 에도 시대 후기부터 메이지 시대에 걸쳐 활약했던 아시카가 기잔(足利義山) 등이 있다.
후유우지는 주고쿠 무위(中国武衛) 또는 젠푸쿠지도노(善福寺殿)라 불렸는데, 후유우지가 거주한 곳은 아버지 다다후유의 세력이 있던 빗추(備中) 이하라 장(井原荘) 부근으로 이 땅은 일본의 임제종(臨済宗) 사찰인 젠푸쿠지(善福寺)가 세워졌던 곳이었기에 그렇게 불린 것으로 추정되고 있다.
후유우지의 아들로 가키쓰의 난(嘉吉の乱)에서 아카마쓰 미쓰스케(赤松満祐)에게 대장으로 옹립되었던 아시카가 요시타카(足利義尊)나 그 동생으로 빗추에서 하리마로 들어가려다 실패하고 호소카와 우지히사(細川氏久, 가쓰히사의 아버지)에게 죽임을 당한 아시카가 요시마사(足利義将)가 있다. 요시타카는 막부군의 아카마츠 정벌에서 미쓰스케가 자해하자 달아났다가 이듬해 3월 교토에서 하타케야마 모치쿠니(畠山持国)에게 살해되었다. 요시타카가 오에이 20년(1413년)에 태어났기에 그 아버지인 후유우지도 오에이 연간 중기까지는 생존해 있었던 것으로 추정되고 있다.
이밖에 다다후유에게 다른 자손이 있었는지는 알 수 없으며, 가키쓰의 난 이후로 아시카가 다다후유의 자손임을 자처하는 이들은 더는 나타나지 않았다.